# Plédran
Plédran település Franciaországban, Côtes-d’Armor megyében. Lakosainak száma 6909 fő (2022. január 1.). Plédran Trégueux, Hénon, Plaintel, Ploufragan, Quessoy, Saint-Carreuc, Saint-Julien és Yffiniac községekkel határos.

## Népesség
A település népességének változása:
| Lakosok száma | 3172 | 5043 | 5395 | 5590 | 6346 | 6491 | 6666 | 6839 | 6920 | 6909 |
|               | 1968 | 1982 | 1990 | 2006 | 2013 | 2015 | 2017 | 2019 | 2020 | 2022 |